# Gleitsystem
Das Gleitsystem beschreibt in der Kristallmechanik mittels Gleitebene und Gleitrichtung die Verformung von Kristallen, speziell von Metallen durch Versetzungsbewegung.
Bei der plastischen Verformung werden diejenigen Versetzungen bewegt, in deren Gleitsystem ein bestimmter Grenzwert der Schubspannung erreicht oder überschritten wird. Wo die betätigte Gleitebene die freie Kristalloberfläche schneidet, entsteht eine Gleitspur. Die auf ein Gleitsystem wirkende Schubspannung wird durch die Orientierung des Gleitsystems zur anliegenden Spannung bestimmt (Schmidsches Schubspannungsgesetz). Durch die Versetzungsbewegung werden weitere Versetzungen erzeugt, die als Hindernisse die Versetzungsbewegungen erschweren. Als Resultat wird in den meisten metallischen Werkstoffen eine Verfestigung beobachtet.
Bei fortschreitender Verformung verdreht sich das Kristallgitter so lange, bis in einem anderen Gleitsystem die maximale Schubspannung wirkt und dieses die weitere Verformung des Kristalls übernimmt. Die dafür notwendige Spannung wird im Allgemeinen höher als in dem zuerst aktiven Gleitsystem sein, was einen weiteren Beitrag zur Verfestigung darstellt.

## Gleitebene
Die Gleitebenen bilden in einem Kristall die Atomlagen mit dichtester Packung innerhalb dieser Ebenen und mit kleinstem Schichtabstand zwischen den Ebenen dieser atombesetzen Schichten. Nicht gemeint ist der Abstand zwischen solchen Ebenen, die keine seitliche Verschiebung der Atome relativ zueinander aufweisen. Solche Ebenen folgen – abgesehen vom kubisch primitiven Gitter– erst in größeren Abständen aufeinander, wenn es nämlich mehrere Atomlagen braucht, bis wieder eine Atomlage folgt, deren Atome lateral in vergleichbarer Position stehen wie in der Ausgangs-Atomlage. Für den Gleitwiderstand einer Versetzung ausschlaggebend ist jedoch ganz wörtlich der Schichtabstand von Atomlage zur nächstfolgenden Atomlage, wobei es nicht stört, wenn in jeder dieser aufeinanderfolgenden Schichten die Atome alle einen seitlichen Versatz im Vergleich zur Nachbar-Schicht aufweisen. In den als Gleitebenen bezeichneten Atomlagen also findet bei Verformung die Versetzungsbewegung statt, da die relativ kleinste kritische Schubspannung benötigt wird.
Gleitebenen werden mit den in der Kristallographie üblichen millerschen Indizes gekennzeichnet. Typische Beispiele sind
- die {111}-Ebene im kubisch-flächenzentrierten Gitter (kfz, engl. fcc)
- die {110}- und {112}-Ebenen im kubisch-raumzentrierten Gitter (krz, engl. bcc)
- die {0001}-Gleitebene im hexagonalen Kristallsystem (hex, engl. hcp) (meistens).

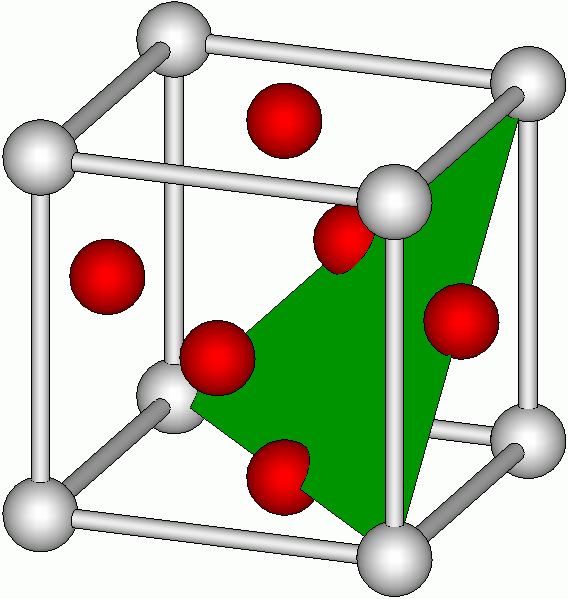
{111}-Gleitebene in einem kubisch-flächenzentrierten Gitter
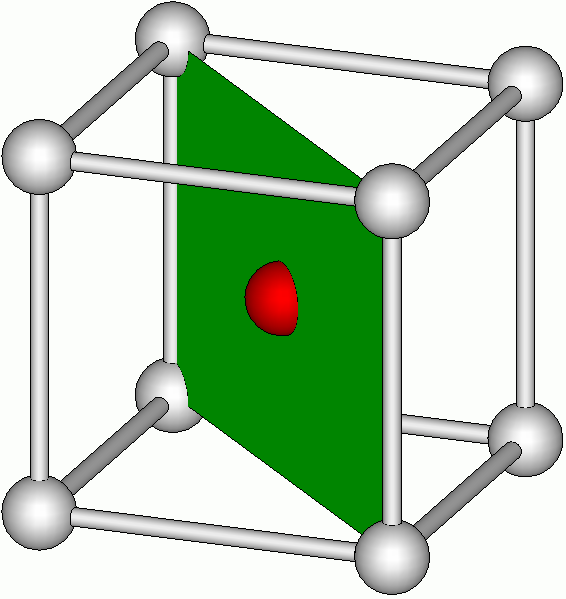
{110}-Gleitebene in einem kubisch-raumzentrierten Gitter

In Molekülkristallen mit komplizierter Struktur können sich die Gleitsysteme auch nach anderen Auswahlregeln richten. So wurde bei zwei isomorphen triklinen TCNQ-Komplexsalzen gefunden, dass die Gleitebene (010) parallel zu einer Art Gasse in der Struktur orientiert ist, welche nicht von Teilen der Moleküle gekreuzt wird, so dass Gleitung in den Gleitrichtungen [{\displaystyle 101}], [{\displaystyle 10{\bar {1}}}] und deren Gegenrichtungen erfolgen kann, ohne dass die Moleküle selbst beschädigt werden.

## Gleitrichtung

Gleitrichtung und Burgersvektor im kfz-Gitter

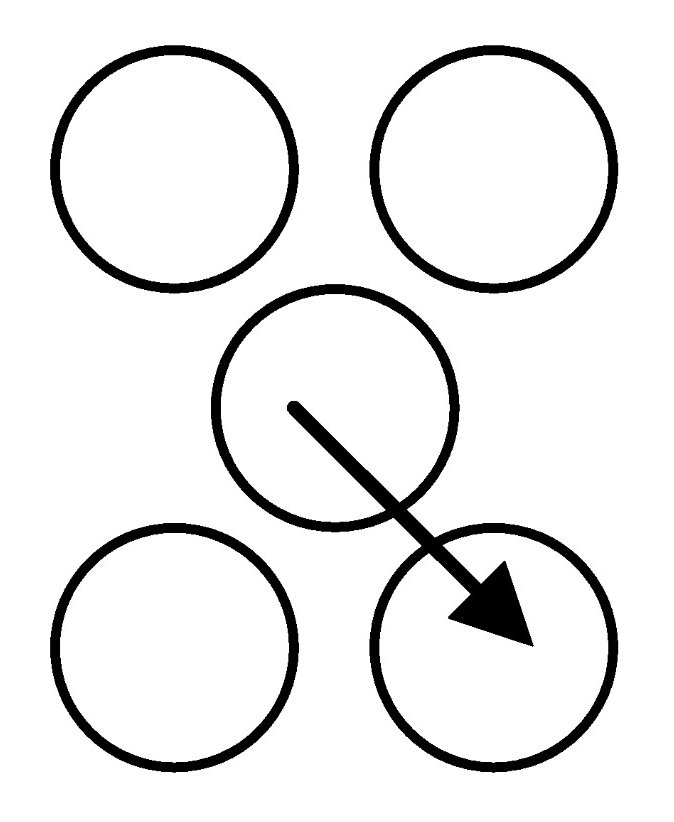
Gleitrichtung und Burgersvektor im krz-Gitter

Die Gleitrichtung ist die Richtung der dich(tes)ten Atompackung und somit die Richtung, in die das Gleiten der Atomschichten mit relativ kleinstem Energieaufwand möglich ist.
Typische Beispiele sind
- im kubisch-flächenzentrierten Gitter die <110>-Richtung um den Betrag: {\displaystyle |b|={\frac {a}{2}}|\langle 110\rangle |={a{\frac {\sqrt {2}}{2}}}}
- im kubisch-raumzentrierten Gitter die <111>-Richtung um den Betrag: {\displaystyle |b|={\frac {a}{2}}|\langle 111\rangle |=a{\frac {\sqrt {3}}{2}}}
- im hexagonalen Kristallsystem meistens die <1120>-Richtung um den Betrag {\displaystyle |b|=a}

## Gleitsysteme der wichtigsten Kristallstrukturen
Aus den möglichen Gleitebenen und Gleitrichtungen ergeben sich verschiedene mögliche Gleitsysteme.
| Kristallstruktur | Gleitebene | Gleitrichtung | nichtparallele Ebenen | Gleitrichtungen pro Ebene | Anzahl Gleitsysteme | Anmerkung                                |
| ---------------- | ---------- | ------------- | --------------------- | ------------------------- | ------------------- | ---------------------------------------- |
| kfz              | {111}      | <110>         | 4                     | 3                         | 12                  |                                          |
| krz              | {110}      | <111>         | 6                     | 2                         | 12                  |                                          |
| krz              | {112}      | <111>         | 12                    | 1                         | 12                  |                                          |
| krz              | {123}      | <111>         | 24                    | 1                         | 24                  | nicht in allen krz-Metallen nachgewiesen |
| hex              | {0001}     | <1120>        | 1                     | 3                         | 3                   |                                          |
| hex              | {1010}     | <1120>        | 3                     | 1                         | 3                   | nicht in allen hex-Metallen aktiv        |
| hex              | {1011}     | <1120>        | 6                     | 1                         | 6                   | nicht in allen hex-Metallen aktiv        |

Die unterschiedlichen Gleitsysteme erklären auch die unterschiedlich gute Verformbarkeit der Kristallstrukturen: In kfz- und krz-Strukturen sind Systeme des gleichen Typs räumlich gleichmäßig verteilt. Dagegen ermöglichen in hex-Strukturen die leicht aktivierbaren {0001}<1120>-Systeme eine Bewegung nur in einer Ebene; daher ist hier für beliebige Verformungen immer der Beitrag der anderen Gleitsysteme (oder die mechanische Zwillingsbildung) notwendig, was aber in der Regel eine deutlich höhere Spannung benötigt.
| Schubspannung              | Cu (kfz) | Fe (krz) | Cd (hex) |
| -------------------------- | -------- | -------- | -------- |
| {\displaystyle \tau _{th}} | 4200     | 8000     | 200      |
| {\displaystyle \tau _{0}}  | 0,6      | 14       | 0,5      |